# Kurtziella dorvilliae
Kurtziella dorvilliae är en snäckart som först beskrevs av Reeve 1845.  Kurtziella dorvilliae ingår i släktet Kurtziella och familjen kägelsnäckor. Inga underarter finns listade i Catalogue of Life.